# 러빙핸즈
러빙핸즈는 2007년 2월 14일 설립된 대한민국의 NGO이다. 러빙핸즈 멘토라는 이름의 자체 멘토 양성교육을 받은 성인 멘토를 한부모 가정과 조손 가정의 아동 청소년 한 명과 1:1로 매칭하여, 아동 청소년이 성인이 되는 나이까지 4~10년 동안 장기적으로 정서 지원 멘토링을 하는 사업을 진행하고 있다.
2017년 2월까지 약 822명이 러빙핸즈 멘토 양성 과정에 참여해서 717명이 수료했고, 그 중에서 약 427의 멘토가 실제 멘토링에 참여하여 현재 러빙핸즈멘토로 활동하고 있는 수는 235명이다. 졸업 멘티 2명도 러빙핸즈멘토로 참여하고 있다.
2010년부터 KBS공채 개그우먼 김지선씨가 러빙핸즈 홍보대사로 활동 중이다.

2013년 10월 멘토링 전문 사회복지 NGO ‘러빙핸즈’가 1018 친구들을 위해 서울 마포구 서교동에 초록리본도서관을 설립했다. 노래방이나 PC방이 아닌 청소년들이 편히 머물 공간이 있으면 좋겠다는 바람에서 좋은 책/좋은 먹거리/좋은 사람들로 채워 가며 운영하고 있다. KBS공채 개그우먼 김지선씨가 도서관장으로 있으며, 청소년들을 후원하시면서 한 달에 한 번 ‘김지선 아줌마와 함께 책읽기’ 프로그램을 진행하고 있다.
2009년 제1회 대한민국휴먼대상 보건복지가족부 장관상을 수상 '러빙핸즈'
2017년 대한민국나눔국민대상 희망멘토링부문 대통령표창 수상 '러빙핸즈
2020년 대한민국나눔국민대상 희망멘토링부문 대통령표창 수상 '홍보대사 김지선'